# Вау-Деяс
Вау-Деяс (на албански: Vau i Dejës) e град в Албания. Населението му е 8117 жители (2011 г.). Намира се в часова зона UTC+1. Пощенският му код е 4008, а телефонния 0261. МПС кодът му е SH.